# Noordermeer (Friesland)
Noordermeer (Fries: Noardermar, [no.ədr’mar]) is een buurtschap in de gemeente Tietjerksteradeel, in de Nederlandse provincie Friesland.
Het ligt ten zuiden van Noordbergum en ten noordoosten van Bergum. De buurtschap bestaat uit naast de bewoning aan de gelijke weg ook een deel van bewoning aan de Menno van Coehoornweg en de Miensker. Het heeft eigen plaatsnaamborden.
Noordermeer werd in 1432 zowel vermeld als Nordameer als Nordamer. De laatste spelling zou de Friese spelling van die tijd zijn geweest. De plaatsnaam zou verwijzen naar het feit dat het ten opzichte moerasgebied langs de Kromme Ee ten noorden is gelegen. Noordermeer lag ten opzichte van dit gebied ook hoger. Het Bergummermeer is een overblijfsel van het gebied.
In het gebied hebben waarschijnlijk meerdere stinzen gestaan. In 2002 werd een stienswier gevonden ten oosten van de toen al bekende stins 'Hoge Huys'. Maar om welke stins het precies gaat is niet bekend. Van het 'Hoge Huys', ook wel aangeduid als Het Hooghuis is wel bekend dat het rond 1640 is gebouwd, waarschijnlijk gebouwd als jachthuis van stadhouder Hendrik Casimir I van Nassau-Dietz. Vestingbouwer Menno van Coehoorn was daarna bewoner van dit stenen huis. Naar hem is ook de straat genoemd. In 1771 is de stins afgebroken.
Steden, dorpen en gehuchten: Bartlehiem (deels) · Bergum · Eastermar · Eernewoude · Eestrum · Garijp · Giekerk · Hardegarijp · Molenend · Noordbergum · Oenkerk · Oudkerk · Rijperkerk · Suameer · Suawoude · Tietjerk · Veenwoudsterwal (deels) · Wijns

Buurtschappen: De Joere · Giekerkerhoek · Hoogzand · Iniaheide · Kleinegeest · Kuikhorne (deels) · Noordermeer · Quatrebras · Schuilenburg · Siegerswoude · Sumarreheide (Suameerderheide) · Tergracht (deels) · Witveen · Zevenhuizen · Zwartewegsend

Friesland: Steden en dorpen      Nederland: Provincies · Gemeenten